# Spirocavites radialis
Spirocavites radialis är en ringmaskart som beskrevs av Chiplonkar och Ghare 1977. Spirocavites radialis ingår i släktet Spirocavites, klassen havsborstmaskar, fylumet ringmaskar och riket djur. Inga underarter finns listade i Catalogue of Life.